# Silkeborg Arkiv
Silkeborg Arkiv er et arkiv i Silkeborg, der har eksisteret siden 1918. Peder Nielsen tog initiativ til arkivet dette år som nyansat leder af Silkeborg Bibliotek. Han begyndte at indsamle billeder og andet lokalt, historisk materiale. Han mente, at man på biblioteket også skulle kunne besvare lokalhistoriske spørgsmål om Silkeborg-egnens historie gennem tiderne. Det blev starten til landets ældste lokalarkiv, knyttet til et bibliotek, og det var en idé, som siden blev taget op andre steder i landet.
I 1925 tog det hele for alvor fart, da man lavede en udstilling i bibliotekets store sal i anledning af byens 25 års købstadsjubilæum. Interessen for denne udstilling var meget stor, og Peder Nielsen fik lov til at beholde en stor del af de gamle fotografier, som interesserede silkeborgensere havde indleveret.
Peder Nielsen kaldte afdelingen for ”Lokalhistorisk Samling”, og den fortsatte med at vokse støt og roligt gennem årene. Der kom bøger, aviser, fotografier m.m. ind på hylderne, ligesom man opbyggede en omfattende avisudklipssamling. Der var efterhånden tale om et veludbygget arkiv, som også rummede væsentlige originale kilder til byens og egnens historie – eksempelvis med store arkiver fra Th. Langs Skoler, Silkeborg Papirfabrik, Hjejleselskabet, samt byens rige forenings- og forretningsliv repræsenteret i samlingerne. En anden guldgrube var de enorme samlinger af negativer fra lokale fotografer som Gunnar Mogensen og Johannes Jensen.
Gennem årene flyttede arkivet flere gange inden for bibliotekets rammer. I 1982 flyttede det ind i Anton Rosens historiske bygning på Hostrupsgade 41 (Forskoleseminariet), da Silkeborg Kunstmuseum rykkede ud i den helt nye bygning i Indelukket. Bygningsinspektør Lisberg havde stået i spidsen for en renovering af lokalerne med respekt for husets sjæl, og malermester Erland Vendeltorp stod for en meget smuk farvesætning af vægge og paneler. Arkivet fik masser af plads, og kunne som noget nyt indrette en rummelig læsesal med møblerne fra den gamle byrådssal.
I 1991 købte Galerie Moderne huset på Hostrupsgade, hvorefter arkivet i 1992 kunne slå dørene op til de nuværende lokaler – et nyt byggeri, som blev opført i tilknytning til biblioteket, i det nordøstlige hjørne ud til Bindslevs Plads.
I forbindelse med, at arkivet i 1992 flyttede ind i de nye lokaler på Silkeborg Bibliotek, tog man konsekvensen af, at der ikke længere blot var tale om en ”samling”, men et egentligt arkiv – navnet blev derfor “Silkeborg Lokalhistoriske Arkiv”.
Fra starten blev opgaven med indsamling, registrering og bevaring varetaget af bibliotekarerne på læsesalen. I 1974 blev Jan Horskjær ansat som arkivets første leder – i første omgang på deltid og fra 1979 som fuldtidsansat. Lis Thavlov var leder af arkivet fra 1983 til 1990. I 1986 blev der tilført yderligere et halvt årsværk. Fra 1990 til 2006 var Hanne Arent arkivets leder. I forbindelse med overgangen til kommunarkivstatus vendte Lis Thavlov tilbage som leder. Samme år blev personalet forøget til i alt 4 årsværk.
I 2005 opnåede arkivet status som kommunearkiv (“Stadsarkiv”) i henhold til Arkivlovens § 7, hvilket betød at man spredte sin aktivitet udover de lokalhistoriske grænser. Arkivet fik derved ansvaret for de kommunale arkiver i den ny Silkeborg Kommune – papir- såvel som elektroniske arkiver.
I 2010 skiftede arkivet navn til det korte Silkeborg Arkiv, hvilket var begrundet i de ændrede opgaver.
Arkivets hovedopgave er at indsamle, ordne og bevare alt, hvad der i tekst, lyd og billeder kan fortælle om alle sider af det private og offentlige liv i fortid og nutid. Det er også arkivets opgave at stille materialet til rådighed for alle interesserede, og at formidle det gennem udstillinger, foredrag, bøger og artikler. Arkivet er kort sagt byens fælles hukommelse og samtidig et lokalhistorisk studiecenter.
Med initiativer som  WikiSilkeborg, Historien Hallo, Syn for Sogn, byvandringer og foredrag er arkivet engageret i at formidle byens historie.